# Februarie 1981
Acest articol este generat integral pe baza informațiilor din articolul 1981 și este actualizat periodic de un robot.
 Editările făcute în articol vor fi șterse la următoarea actualizare! Dacă doriți să faceți modificări, editați articolul-sursă.

ianuarie -
februarie -
martie -
aprilie -
mai -
iunie -
iulie -
august -
septembrie -
octombrie -
noiembrie -
decembrie
Februarie 1981 a fost a doua lună a anului și a început într-o zi de duminică.

## Evenimente
- 9 februarie: Prim-ministrul polonez, Józef Pińkowski, demisionează și este înlocuit de generalul Wojciech Jaruzelski.

## Nașteri
Ciprian Tănasă, fotbalist român
Elena Vlădăreanu, poetă română
Nora Zehetner, actriță americană
Tom Hiddleston (Thomas William Hiddleston), actor britanic
The Rev (James Owen Sullivan), muzician american (d. 2009)
Marius Nae, fotbalist român
Andy Johnson, fotbalist britanic
Aritz Aduriz, fotbalist spaniol
Kelly Rowland, cântăreață americană
Emil Gărgorov, fotbalist bulgar
Paris Hilton, fotomodel și actriță americană de film
Joseph Gordon-Levitt, actor american
Hugo Évora, fotbalist capverdian
Tiberiu Bălan, fotbalist român
Laurențiu Florea, fotbalist român
Élodie Yung, actriță franceză
Gareth Barry, fotbalist britanic
Josh Gad, actor american
Lleyton Hewitt, jucător de tenis australian
Vadim Pistrinciuc, politician din R. Moldova
Shahid Kapoor, actor indian
Łukasz Garguła, fotbalist polonez
Park Ji-Sung, fotbalist sud-coreean
Miguel (Miguel Tavares Veiga Pina), fotbalist portughez
Florent Serra, jucător de tenis francez

## Decese
- 1 februarie: Aleksandra Beļcova, 88 ani, artistă rusă (n. 1892)
- 6 februarie: Frederica de Hanovra, 63 ani, soția regelui Paul I al Greciei (n. 1917)
- 8 februarie: Iosif Șilimon, inginer aerospațial, român (n. 1918)
- 14 februarie: Vasile Maciu, 76 ani, istoric român (n. 1904)
- 28 februarie: Nicolae Penescu, 84 ani, politician român (n. 1897)